# Darazac
Darazac település Franciaországban, Corrèze megyében. Lakosainak száma 144 fő (2022. január 1.). Darazac Auriac, Bassignac-le-Haut, Saint-Julien-aux-Bois, Saint-Privat és Servières-le-Château községekkel határos.

## Népesség
A település népességének változása:
| Lakosok száma | 270  | 182  | 149  | 158  | 147  | 140  | 138  | 140  | 141  | 144  |
|               | 1968 | 1982 | 1990 | 2006 | 2013 | 2015 | 2017 | 2019 | 2020 | 2022 |